# Hannah Prock
Hannah Prock (* 2. Februar 2000 in Innsbruck, Tirol) ist eine österreichische Rennrodlerin.

## Leben
Hannah Prock ist die Tochter des zehnfachen Rodel-Gesamtweltcupsiegers Markus Prock. Ihre Schwester Nina hat mittlerweile die Rodelkarriere beendet. Sie besuchte bis 2019 das Sport-BORG Innsbruck und startet als Juniorin für den österreichischen Rodelverband. In der Weltcupsaison 2017/18 belegte sie den 31. Platz.
Im Jahr 2018 nahm Prock erstmals an den Olympischen Spielen in Pyeongchang teil. Sie startete im Einsitzerbewerb und belegte als zweitbeste Österreicherin den 17. Platz.
Hinter Julia Taubitz und vor Natalie Maag gewann sie bei den Rennrodel-Weltmeisterschaften 2019 in Winterberg die Silbermedaille in der U-23-Wertung.